# Dawinkopf
Dawinkopf är ett berg i Österrike.   Det ligger i distriktet Landeck och förbundslandet Tyrolen, i den västra delen av landet, 500 km väster om huvudstaden Wien. Toppen på Dawinkopf är 2 968 meter över havet, eller 135 meter över den omgivande terrängen. Bredden vid basen är 0,45 km.
Terrängen runt Dawinkopf är huvudsakligen mycket bergig. Närmaste större samhälle är Landeck, 7,6 km öster om Dawinkopf. 
Trakten runt Dawinkopf består i huvudsak av gräsmarker. Runt Dawinkopf är det ganska glesbefolkat, med 27 invånare per kvadratkilometer.